# Boppeus fairmairei
Boppeus fairmairei là một loài bọ cánh cứng trong họ Cerambycidae.